# Ptychoptera alexanderi
Ptychoptera alexanderi is een muggensoort uit de familie van de glansmuggen (Ptychopteridae). De wetenschappelijke naam van de soort werd voor het eerst geldig gepubliceerd in 2006 door Hancock, Marcos-Garcia en Rotheray.